# Sébastien Combot
Sébastien Combot (Landerneau, 9 de febrero de 1987) es un deportista francés que compite en piragüismo en la modalidad de eslalon.
Ganó cinco medallas en el Campeonato Mundial de Piragüismo en Eslalon, en los años 2007 y 2017, y dos medallas de plata en el Campeonato Europeo de Piragüismo en Eslalon, en los años 2016 y 2017.

## Palmarés internacional
| Campeonato Mundial | Campeonato Mundial             | Campeonato Mundial | Campeonato Mundial |
| Año                | Lugar                          | Medalla            | Competición        |
| ------------------ | ------------------------------ | ------------------ | ------------------ |
| 2007               | Foz do Iguaçu (Brasil)         | Medalla de oro     | K1 individual      |
| 2007               | Foz do Iguaçu (Brasil)         | Medalla de plata   | K1 por equipos     |
| 2014               | Deep Creek (Estados Unidos)    | Medalla de oro     | K1 por equipos     |
| 2014               | Deep Creek (Estados Unidos)    | Medalla de plata   | K1 individual      |
| 2017               | Pau (Francia)                  | Medalla de plata   | K1 por equipos     |
| Campeonato Europeo |                                |                    |                    |
| Año                | Lugar                          | Medalla            | Competición        |
| 2016               | Liptovský Mikuláš (Eslovaquia) | Medalla de plata   | K1 por equipos     |
| 2017               | Tacen (Eslovenia)              | Medalla de plata   | K1 por equipos     |